# Heeney (Colorado)
Heeney es un lugar designado por el censo ubicado en el condado de Summit en el estado estadounidense de Colorado.

## Geografía
Heeney se encuentra ubicado en las coordenadas 39°52′26″N 106°18′15″O / 39.87389, -106.30417. Según la Oficina del Censo de los Estados Unidos, Heeney tiene una superficie total de 0,59 km² de tierra firme.

## Demografía
Según el censo de 2010, había 76 personas residiendo en Heeney. La densidad de población era de 129,27 hab./km². De los 76 habitantes, el 94,74% eran blancos, el 2,63% asiáticos y el 2,63% pertenecían a dos o más razas. Además, el 2,63% eran hispanos o latinos de cualquier raza.